# 玉山神學院
玉山神學院是一所在臺灣花蓮縣的神學院，隸屬台灣基督長老教會，以台灣原住民族學生為主要教育對象，培育原住民族教會傳道人。

## 沿革
- 1946年 溫榮春牧師受孫雅各宣教士囑託開設「台灣聖書學校」。
- 1949年 搬至下美崙，校名改稱為「台灣聖經學園」。
- 1957年 遷移至台東縣關山鎮山地診療所，校名改為「玉山聖經書院」。
- 1959年 遷至鯉魚潭現址，更名為「玉山神學書院」。
- 1977年 更改校名為「玉山神學院」。

## 歷任校長
| 任別             | 姓名           | 上任日期  | 卸任日期  | 備註 |
| ---------------- | -------------- | --------- | --------- | ---- |
| 第一任校長       | 溫榮春 牧師    | 1946年9月 | 1949年2月 |      |
| 第二任校長       | 黃加盛 牧師    | 1949年3月 | 1957年3月 |      |
| 代理院長         | 彭文硯 教師    | 1957年4月 | 1957年9月 |      |
| 第三任院長       | 高俊明 牧師    | 1957年9月 | 1970年8月 |      |
| 代理院長         | 益士德 牧師    | 1970年9月 | 1972年5月 |      |
| 代理院長         | 楊啟壽 牧師    | 1972年5月 | 1973年6月 |      |
| 第四任院長       | 李嘉嵩 牧師    | 1973年6月 | 1974年8月 |      |
| 代理院長         | 吳嘉文 牧師    | 1974年8月 | 1976年1月 |      |
| 第五任院長       | 楊啟壽 牧師    | 1976年6月 | 1989年1月 |      |
| 代理院長         | 益士德 牧師    | 1989年2月 | 1989年7月 |      |
| 第六任院長       | 池漢鑾 牧師    | 1989年8月 | 1992年7月 |      |
| 第七任院長       | 吳明義 牧師    | 1992年8月 | 1995年7月 |      |
| 第八任院長       | 童春發 牧師    | 1995年8月 | 2001年7月 |      |
| 代理院長         | 布興‧大立 牧師 | 2001年8月 | 2002年7月 |      |
| 第九－十一任院長 | 布興‧大立 牧師 | 2002年8月 | 2022年7月 |      |
| 第十二任院長     | Walis Ukan     | 2022年8月 |           |      |

## 校友
- 布興‧大立[2][3]
- 童春發[4][5]

## 與芥菜種會關聯
早期玉山神學院與基督教芥菜種會關係密切。1958年，芥菜種會創辦人孫理蓮(孫雅各之妻)在花蓮為原住民設立義工學校，提供農牧、木工、剪髮、聖經教育等訓練，許多對神學有熱誠的原住民，在義工學校畢業後進入玉山神學院就讀。這也使得台灣長老教會早期的原住民傳道或牧師，將近有一半是芥菜種會義工學校的畢業生。

## 外部連結
- 玉山神學院 （页面存档备份，存于）
- 玉山神學院-玉神會館的Facebook專頁